# Hộp âm dương
Hộp âm dương (lid and base box) là một mẫu bao bì có thân hộp và nắp đậy riêng biệt. Mẫu hộp âm dương khá phổ biến và đang được sử dụng trong nhiều mục đích và lĩnh vực khác nhau, như hộp đựng quà tặng cho doanh nghiệp và các mặt hàng cao cấp.

## Cấu tạo hộp âm dương
Hộp âm dương là dòng hộp có nắp và thân tách biệt với nhau, khi mở nắp hộp ta có thể nhìn thấy toàn bộ các sản phẩm được đặt ở phía bên trong. Tên gọi của hộp âm dương được gọi do chúng có cấu tạo bởi hai phần là phần âm và phần dương
- Phần dương của hộp âm dương: là phần nắp hộp phía trên, nó bao phủ phần đáy bên dưới (phần âm)
- Phần âm của hộp âm dương: là phần bên dưới nắp hộp hay phần đáy của hộp, dùng để đặt sản phẩm hoặc hàng hóa

## Đặc điểm của hộp âm dương
Ngoài cấu tạo đặc biệt từ hai phần âm và phần dương, hộp nắp âm dương cũng có những đặc trưng riêng:
- Chất liệu cấu tạo lên hộp cứng âm dương có thể chỉ là những tập giấy dài xếp lại với nhau hoặc cũng có thể là các hộp giấy sử dụng kỹ thuật bồi dày.
- Phần nắp hộp âm dương thường được sản xuất theo các hình thức như: che phủ nửa hộp, che phủ gần 2/3 hộp, che phủ hết toàn bộ hộp.
- Phần đáy hộp âm dương sẽ có hai hình thức phổ biến là loại có thành hoặc loại không có thành
- Phần đáy hộp còn được cấu tạo theo hai hình thức có khay hoặc không có khay tùy theo mục đích sử dụng